# Abdullah Ercan
Abdullah Ercan (8 de desembre de 1971) és un exfutbolista turc de la dècada de 1990 i després entrenador.
Fou 68 cops internacional amb la selecció turca amb la qual participà en el Mundial de 2002.
Pel que fa a clubs, defensà els colors de Trabzonspor, Fenerbahçe, Galatasaray SK, İstanbulspor.

## Palmarès
Trabzonspor
- Copa turca de futbol: 1992, 1995
- Supercopa turca de futbol: 1995
- Copa del Primer Ministre turca de futbol: 1994, 1996

Fenerbahçe
- Süper Lig: 2000-01